# Ржевский железнодорожный мост
Ржевский железнодорожный мост — железнодорожный мост во Ржеве через Волгу. Расположен на 138-м километре линии Лихославль — Вязьма на месте предыдущего моста, уничтоженного во время войны.

## История

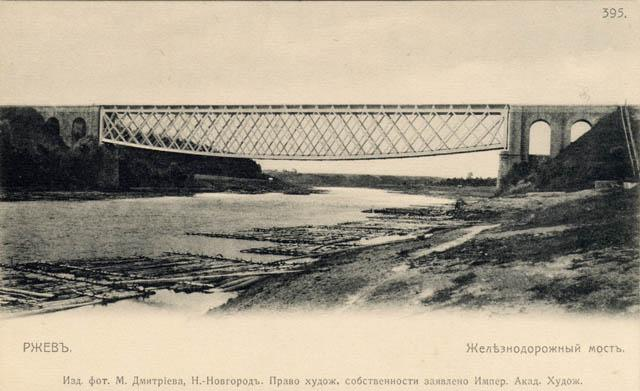
Довоенный мост

Первый железнодорожный мост был построен во второй половине XIX века в рамках строительства Ржево-Вяземской железной дороги, открытой в 1888 году. На момент открытия мост был первым стационарным мостом через Волгу в городе.
11 октября 1941 года железнодорожный мост был взорван 31-й армией. Преждевременный взрыв моста воспрепятствовал обороне города и вывозу военного имущества, из-за чего по факту паникерства и невыполнения боевого приказания было возбуждено ходатайство о привлечении командования 31-й армии к ответственности. Как позже выяснило следствие, приказания о взрыве железнодорожного моста никто из обвиняемых не давал.
Мост был восстановлен в мае 1943 года. Интересно, что в период реконструкции автомобильного моста в 1957 году железнодорожный мост на время ледохода был единственной переправой через Волгу во Ржеве.

## Особенности конструкции
Мост двухпролетный, металлический, движение поездов осуществляется поверху. Передвижение пешеходов запрещено, мост охраняется.